# Isabella von Bayern (1863–1924)

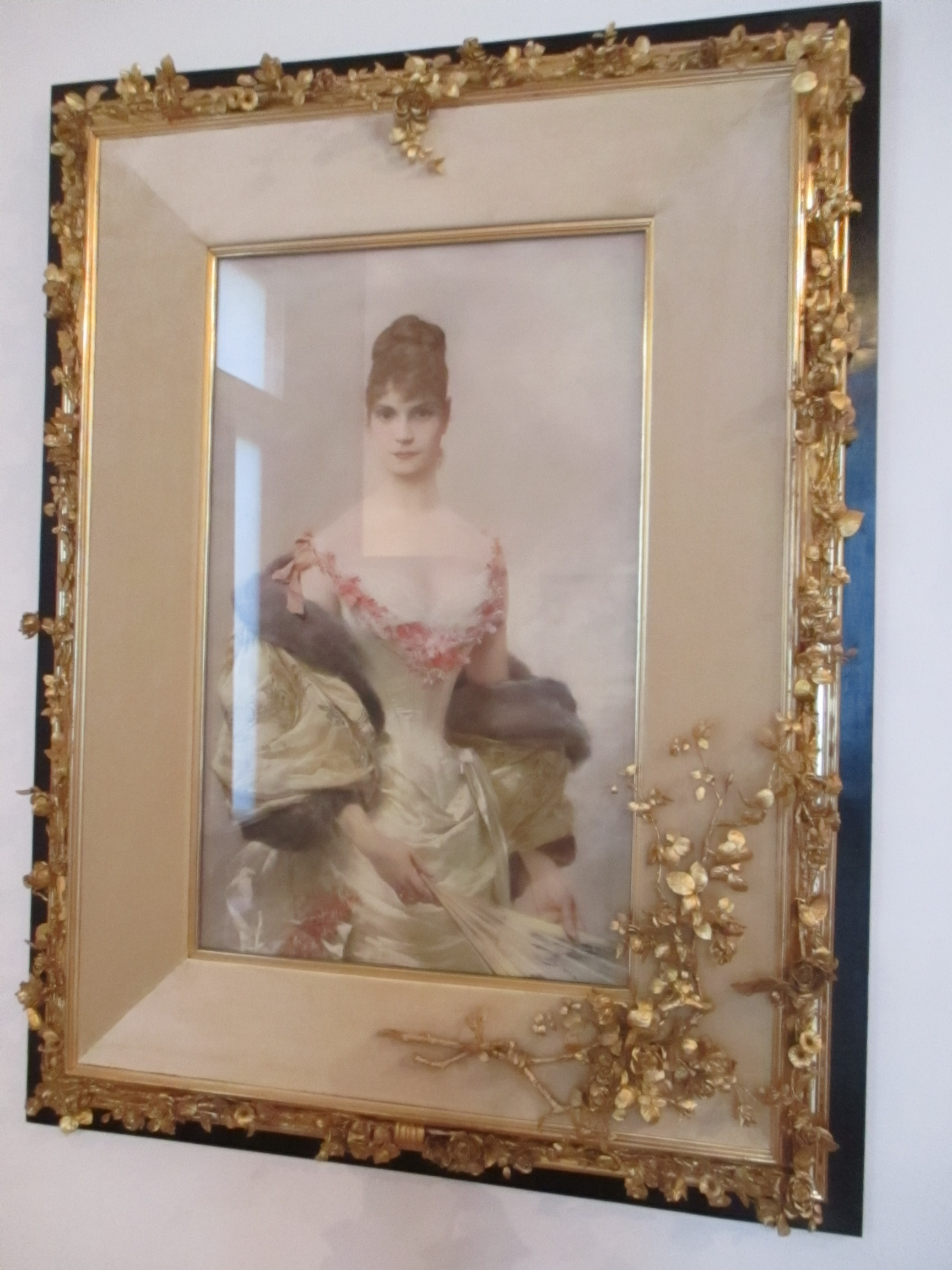
Prinzessin Isabella von Bayern. Pastel von Bruno Piglhein (1848–94).

Marie Isabella Luise Amalie Elvira Blanca Eleonore, Prinzessin von Bayern (* 31. August 1863 in Nymphenburg; † 26. Februar 1924 in Rom) war durch Heirat Prinzessin von Savoyen und Herzogin von Genua.

## Leben
Prinzessin Isabella war die Tochter von Prinz Adalbert Wilhelm von Bayern und
Amalia de Borbón, einer Infantin von Spanien.
Sie heiratete am 14. April 1883 in Nymphenburg den Herzog von Genua, Prinz Thomas von Savoyen-Genua (1854–1931), Sohn von Prinz Ferdinand Maria von Savoyen und der Prinzessin Elisabeth von Sachsen. Ab 3. März 1898 durften ihre Kinder das Prädikat Königliche Hoheit führen.
Isabella verstarb im Februar 1924 im Alter von 60 Jahren in Rom und wurde in der Superga begraben.
Nach ihr ist die Isabellastraße in München benannt. Sie war Ehrendame des bayerischen Theresienordens und Dame des bayerischen St. Elisabethenordens.
Nachkommen:
- Ferdinando von Savoyen-Genua (1884–1963), ab 22. September 1904 Fürst von Udine[3]
- Filiberto von Savoyen-Genua (1895–1990), ab 22. September 1904 Fürst von Pistoia ⚭ Lydia Prinzessin und Herzogin von Arenberg (* 1905)[3]
- Bona Margherita von Savoyen-Genua (1896–1971)
- Adalberto von Savoyen-Genua (1898–1982), ab 22. September 1904 Herzog von Bergamo[3]
- Maria Adelaide von Savoyen-Genua (1904–1979)
- Eugenio von Savoyen-Genua (1906–1996), Herzog von Ancona[3]